# Armento
Armento (Arëmient in dialetto lucano) è un comune italiano di 534 abitanti della provincia di Potenza in Basilicata.

## Geografia fisica
Sorge a 710 m s.l.m. in Val d'Agri, nella parte centro-meridionale della provincia, anche se il suo territorio è compreso tra i 325 m s.l.m. e 1080 m s.l.m. ed è collegato alla Strada statale 598 di Fondovalle dell'Agri.
Confina con i comuni di: Montemurro e San Martino d'Agri (12 km), Guardia Perticara (14 km), Corleto Perticara e Gallicchio (15 km), San Chirico Raparo (19 km).

### Clima
Il clima di Armento è di tipo continentale. Gennaio è il mese più freddo con una temperatura media di +-1,7 °C, con temperature notturne spesso sotto lo zero; al contrario le estati risultano torride con picchi di +37 °C. Le precipitazioni sono abbondanti, ma concentrate quasi esclusivamente in autunno ed inverno.
| Armento                    | Mesi | Mesi | Mesi | Mesi | Mesi | Mesi | Mesi | Mesi | Mesi | Mesi | Mesi | Mesi | Stagioni | Stagioni | Stagioni | Stagioni | Anno |
| Armento                    | Gen  | Feb  | Mar  | Apr  | Mag  | Giu  | Lug  | Ago  | Set  | Ott  | Nov  | Dic  | Inv      | Pri      | Est      | Aut      | Anno |
| -------------------------- | ---- | ---- | ---- | ---- | ---- | ---- | ---- | ---- | ---- | ---- | ---- | ---- | -------- | -------- | -------- | -------- | ---- |
| T. max. media (°C)         | 2,6  | 5,0  | 9,2  | 12,0 | 19,7 | 27,0 | 31,8 | 26,8 | 19,8 | 12,1 | 7,1  | 3,3  | 3,6      | 13,6     | 28,5     | 13,0     | 14,7 |
| T. min. media (°C)         | −4,2 | −2,8 | −1,5 | 0,3  | 6,0  | 12,3 | 14,8 | 13,1 | 8,9  | −0,6 | −3,6 | −4,2 | −3,7     | 1,6      | 13,4     | 1,6      | 3,2  |
| Precipitazioni (mm)        | 145  | 108  | 71   | 33   | 20   | 15   | 6    | 12   | 49   | 98   | 139  | 169  | 422      | 124      | 33       | 286      | 865  |
| Umidità relativa media (%) | 78,7 | 78,2 | 77,8 | 77,3 | 76,2 | 72,9 | 70,9 | 72,4 | 76,5 | 79,2 | 80,5 | 80,3 | 79,1     | 77,1     | 72,1     | 78,7     | 76,7 |

## Storia
Abitato fin da tempi remoti (come dimostra la straordinaria quantità di ritrovamenti), Armento sorge sull'antica Galasa (in greco Γάλασα), città dei tempi della guerra di Troia, di cui si conosce ben poco. Furono rinvenuti i resti delle sue mura ed alcuni luoghi sacri alle divinità greche. Un'altra campagna di scavi ha portato alla luce una necropoli, oltre ad un gran numero di ceramiche conservate oggi nei musei di Policoro, Potenza, Napoli, Monaco di Baviera e Londra.
A Monaco in particolare sono conservati la corona di Kritonios, con foglie e rami d'oro intrecciati, ritrovata in un sepolcro nel 1813 e il  Satiro inginocchiato., mentre nel British Museum a Londra è conservato il  Cavaliere bronzeo..
Del periodo romano sappiamo invece che il console Terenzio Lucano, reduce da Cartagine, venne a risiedere nel rione antico borgo Casale (sgomberato quasi del tutto dopo il terremoto del 1980) e le rovine del suo palazzo sono tuttora visibili.

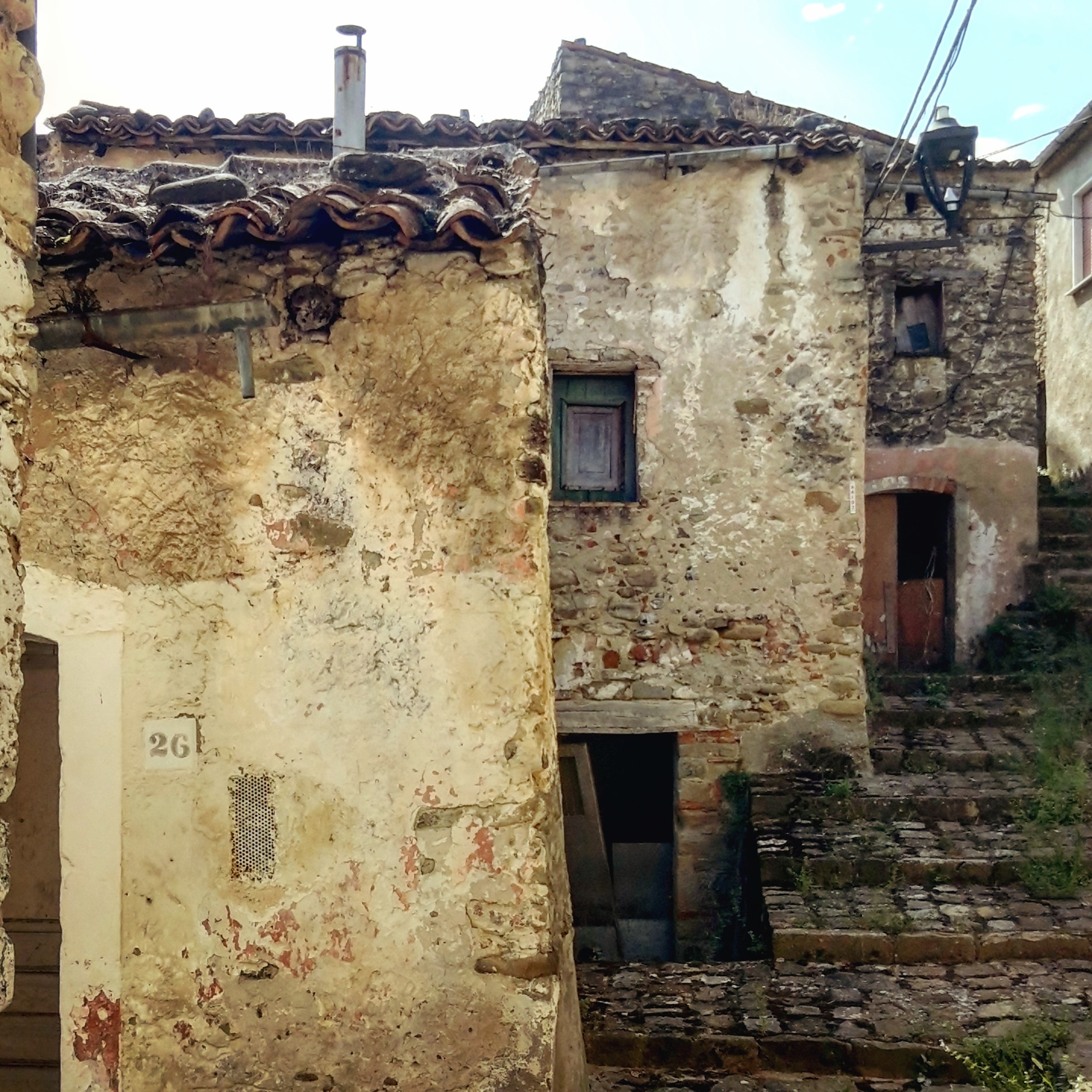
Armento - rione antico (borgo Casale)

Con l'arrivo dei monaci basiliani, che attorno all'Anno Mille si stanziarono in Val d'Agri, Armento riacquista importanza (il nome deriverebbe dal greco bizantino Armés, Arméntos, Αρμέντος). Uno di questi monaci, San Luca di Demenna, sconfisse i Saraceni (che provenivano dal Vulture-Melfese) nel luogo oggi chiamato Serra San Luca. Un altro monaco basiliano legato al paese è San Vitale di Castronovo, poi divenuto compatrono di Armento. Successivamente Armento segue la storia dell'Italia meridionale, dominio svevo, angioino e spagnolo. Divenne con Montemurro feudo della sede episcopale di Tricarico. Nell'Ottocento seguì le vicende dei moti carbonari prima, e dell'insurrezione lucana poi, passando al Regno d'Italia. Oggi Armento è uno dei classici paesi del mezzogiorno, come gli altri della zona, che subisce la triste piaga dell'emigrazione.

### Simboli
Lo stemma e il gonfalone sono stati concessi con decreto del presidente della Repubblica dell'11 aprile 1986.
Il gonfalone è un drappo partito di bianco e di azzurro.

## Monumenti e luoghi d'interesse

### Architetture religiose

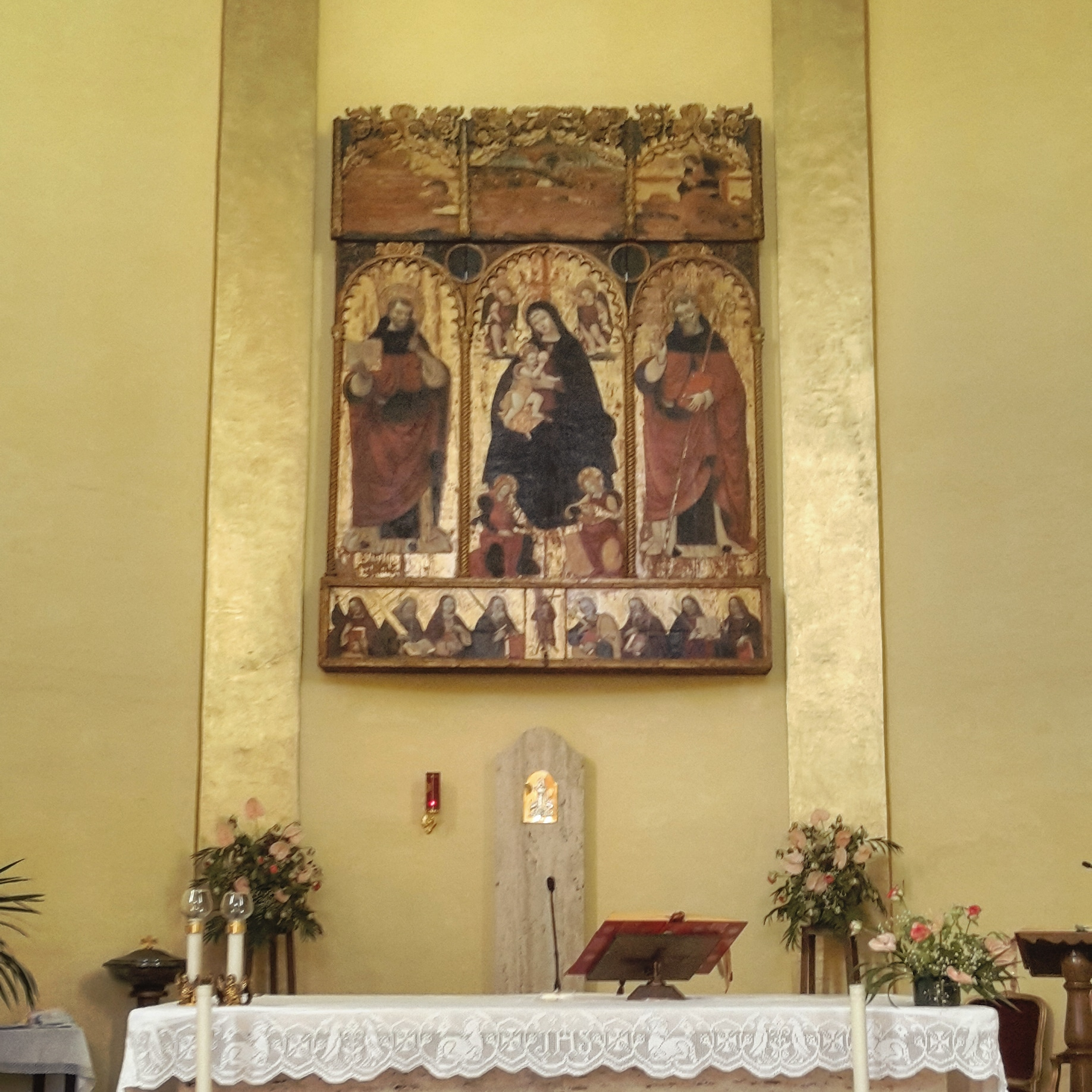
Armento - Polittico della Chiesa madre di San Luca Abate

- La chiesa madre, dedicata a San Luca abate, costruita nel 1957 in seguito al crollo dell'antica chiesa (risalente al 1040), avvenuto dieci anni prima. Conserva antiche statue di santi, oltre a un polittico di autore ignoto, e conserva le spoglie mortali del santo.
- La cappella di San Vitale, con affreschi seicenteschi rappresentanti la vita e i miracoli del Santo, era in origine la cripta dell'antichissima chiesa madre. Conserva inoltre un mezzobusto ligneo del Seicento raffigurante San Francesco da Paola, oltre ad affreschi sulla crocifissione di Gesù.
- La Cappella di Santa Lucia, risalente al Settecento, conserva statue e tele della stessa epoca.
- Chiesa di Sant'Antonio abate, era anticamente il luogo dove avveniva la benedizione degli animali.
- Il santuario della Madonna della Stella, in località omonima, risale al Settecento.

### Archeologia
- Nel territorio agrario di Serra Lustrante , ad Armento, sono stati rinvenuti nel 1814 la corona di Kritonios, il  Satiro inginocchiato. e il  Cavaliere bronzeo..

## Società

### Evoluzione demografica
Abitanti censiti

## Infrastrutture e trasporti
Il comune è attraversato dalla strada statale 598 di Fondo Valle d'Angri.

## Amministrazione
Elenco dei sindaci di Armento:
| Periodo         | Periodo         | Primo cittadino          | Partito      | Carica  | Note  |
| --------------- | --------------- | ------------------------ | ------------ | ------- | ----- |
| 18 giugno 1985  | 11 giugno 1990  | Filippo Ierardi          | PCI          | Sindaco | [ 7 ] |
| 11 giugno 1990  | 21 ottobre 1991 | Carmine Bloise           | DC           | Sindaco | [ 7 ] |
| 21 ottobre 1991 | 24 aprile 1995  | Salvatore Lardino        | DC           | Sindaco | [ 7 ] |
| 24 aprile 1995  | 14 giugno 1999  | Filippo Ierardi          | Sinistra     | Sindaco | [ 7 ] |
| 14 giugno 1999  | 14 giugno 2004  | Giuseppe Antonio Ierardi | l'Ulivo      | Sindaco | [ 7 ] |
| 14 giugno 2004  | 7 giugno 2009   | Franco Curto             | lista civica | Sindaco | [ 7 ] |
| 7 giugno 2009   | 26 maggio 2014  | Franco Curto             | lista civica | Sindaco | [ 7 ] |
| 26 maggio 2014  | 27 maggio 2019  | Franco Curto             | lista civica | Sindaco | [ 7 ] |
| 27 maggio 2019  | 9 giugno 2024   | Maria Felicia Bello      | lista civica | Sindaco | [ 7 ] |
| 9 giugno 2024   | in carica       | Luca Antonio Manieri     | lista civica | Sindaco | [ 7 ] |

### Gemellaggi
- Castronovo di Sicilia
- Aughrim